# Lijst van voetbalinterlands Lesotho - Liberia
Deze lijst van voetbalinterlands is een overzicht van alle officiële voetbalwedstrijden tussen de nationale teams van Lesotho en Liberia. De landen hebben tot op heden twee keer tegen elkaar gespeeld. De eerste ontmoeting, een kwalificatiewedstrijd voor de Afrika Cup 2015, vond plaats op 18 mei 2014 in Paynesville. Het laatste duel, de returnwedstrijd in dezelfde kwalificatiereeks, werd gespeeld in Maseru op 1 juni 2014.

## Wedstrijden
| № | Plaats      | Datum       | Competitie                   | Wedstrijd         | Uitslag |
| - | ----------- | ----------- | ---------------------------- | ----------------- | ------- |
| 1 | Paynesville | 18 mei 2014 | Afrika Cup 2015 kwalificatie | Liberia − Lesotho | 1 − 0   |
| 2 | Maseru      | 1 juni 2014 | Afrika Cup 2015 kwalificatie | Lesotho − Liberia | 2 − 0   |

## Samenvatting
| Competitie              | Totaal gespeeld | Winst Lesotho | Gelijk | Winst Liberia | Doelsaldo Lesotho – Liberia |
| ----------------------- | --------------- | ------------- | ------ | ------------- | --------------------------- |
| Afrika Cup-kwalificatie | 2               | 1             | 0      | 1             | 2 − 1                       |
| Totaal                  | 2               | 1             | 0      | 1             | 2 − 1                       |

LFA · 
Lesothaans vrouwenelftal
Interlands
Tegenstander:
Algerije ·
Angola ·
Benin ·
Botswana ·
Burkina Faso ·
Burundi ·
Centraal-Afrikaanse Republiek ·
Comoren ·
Congo-Kinshasa ·
Ethiopië ·
Gabon ·
Gambia ·
Ghana ·
Guinee ·
Ivoorkust ·
Kaapverdië ·
Kameroen ·
Kenia ·
Laos ·
Liberia ·
Libië ·
Madagaskar ·
Malawi ·
Maleisië ·
Marokko ·
Mauritanië ·
Mauritius ·
Mozambique ·
Myanmar ·
Namibië ·
Niger ·
Nigeria ·
Oeganda ·
Rwanda ·
Sao Tomé en Principe ·
Senegal ·
Seychellen ·
Sierra Leone ·
Soedan ·
Swaziland ·
Tanzania ·
Togo ·
Zambia ·
Zimbabwe ·
Zuid-Afrika
LFA · Liberiaans vrouwenelftal
Interlands
Tegenstander:
Algerije ·
Angola ·
Benin ·
Botswana ·
Burkina Faso ·
Burundi ·
Centraal-Afrikaanse Republiek ·
Colombia ·
Congo-Brazzaville ·
Congo-Kinshasa ·
Djibouti ·
Egypte ·
Equatoriaal-Guinea ·
Ethiopië ·
Gabon ·
Gambia ·
Ghana ·
Guinee ·
Guinee-Bissau ·
Indonesië ·
Irak ·
Ivoorkust ·
Kaapverdië ·
Kameroen ·
Kenia ·
Lesotho ·
Libië ·
Madagaskar ·
Malawi ·
Maleisië ·
Mali ·
Marokko ·
Mauritanië ·
Mauritius ·
Mexico ·
Namibië ·
Niger ·
Nigeria ·
Oeganda ·
Oman ·
Papoea-Nieuw-Guinea ·
Rwanda ·
Sao Tomé en Principe ·
Senegal ·
Sierra Leone ·
Soedan ·
Tanzania ·
Thailand ·
Togo ·
Tsjaad ·
Tunesië ·
Zambia ·
Zimbabwe ·
Zuid-Afrika